# Comuna de Głogów Małopolski
Głogów Małopolski (polaco: Gmina Głogów Małopolski) é uma gminy (comuna) na Polónia, na voivodia de Subcarpácia e no condado de Rzeszowski. A sede do condado é a cidade de Głogów Małopolski.
De acordo com os censos de 2004, a comuna tem 18 324 habitantes, com uma densidade 122,7 hab/km².

## Área
Estende-se por uma área de 145,76 km², incluindo:
- área agricola: 56%
- área florestal: 34%

## Demografia
Dados de 30 de Junho 2004:
|                      | Total   | Total | Mulheres | Mulheres | Homens  | Homens |
| -------------------- | ------- | ----- | -------- | -------- | ------- | ------ |
|                      | pessoas | %     | pessoas  | %        | pessoas | %      |
| População            | 17 886  | 100   | 9067     | 50,7     | 8819    | 49,3   |
| Densidade (pop./km²) | 122,7   | 100   | 62,2     | 62,2     | 60,5    | 60,5   |

De acordo com dados de 2002, o rendimento médio per capita ascendia a 1369,54 zł.

## Subdivisões
- Budy Głogowskie, Hucisko, Lipie, Miłocin, Pogwizdów Nowy, Pogwizdów Stary, Przewrotne, Rogoźnica, Rudna Mała, Styków, Wola Cicha, Wysoka Głogowska, Zabajka.

## Comunas vizinhas
- Kolbuszowa, Raniżów, Rzeszów, Sokołów Małopolski, Świlcza, Trzebownisko